# Regatul Greco-Bactrian

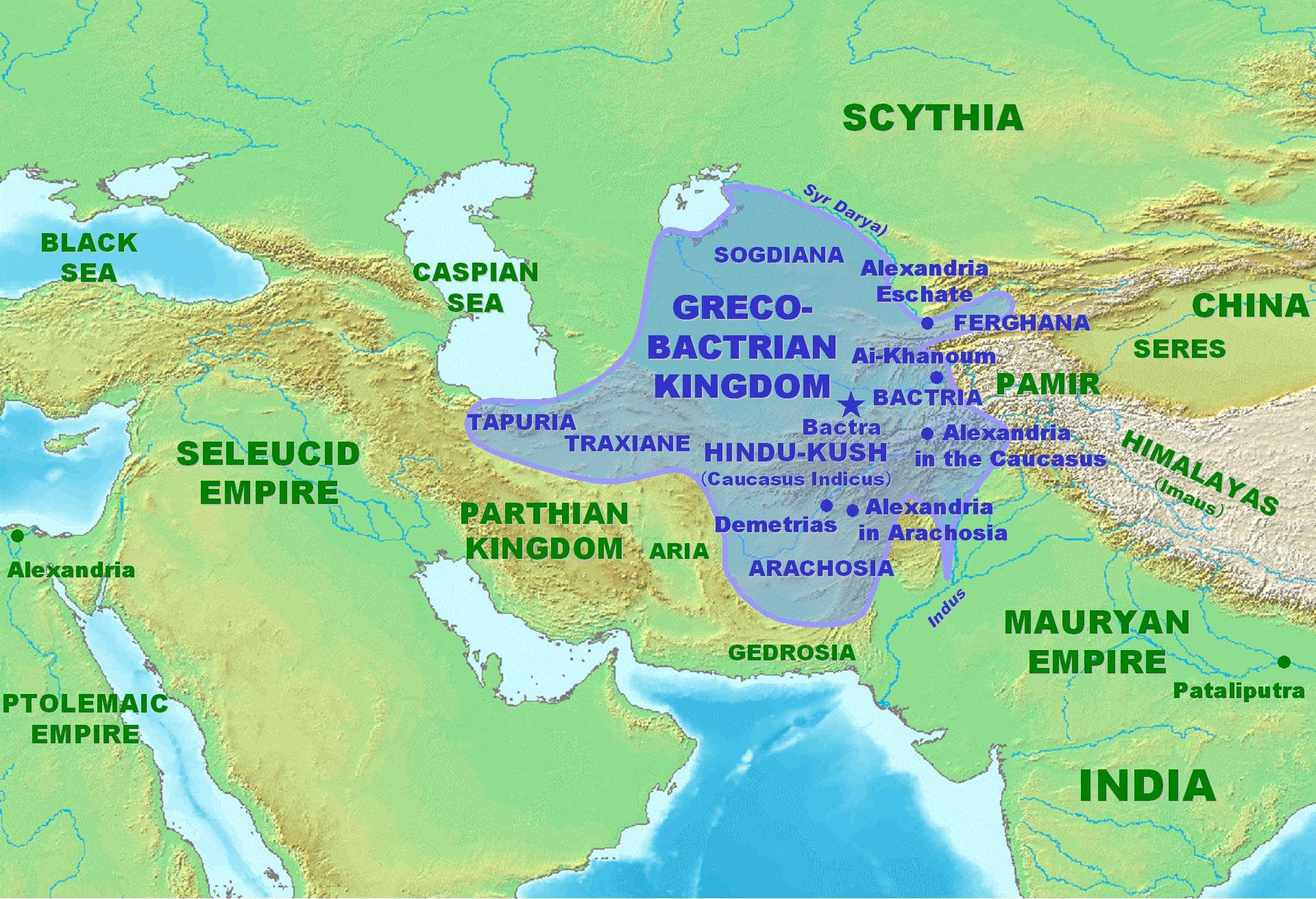
Regatul Greco-Bactrian

Regatul Greco-Bactrian a fost cel mai estic stat elenistic, situat în Asia Centrală între 255 î.Hr./246 î.Hr., când satrapia seleucidă Bactria își proclamă independența, până în 125 î.Hr.
La maxima sa întindere în 180 î.Hr. teritorii vaste din Afganistan, Iran, Kârgâzstan, Pakistan, Tadjikistan, Turkmenistan și Uzbekistan se aflau în componența regatului elenistic. Limbile oficiale erau greaca și bactriana, utilizate pe întregul teritoriu al regatului. Limba bactriană este o limbă indo-iraniană moartă.

## Istoric

### Formarea

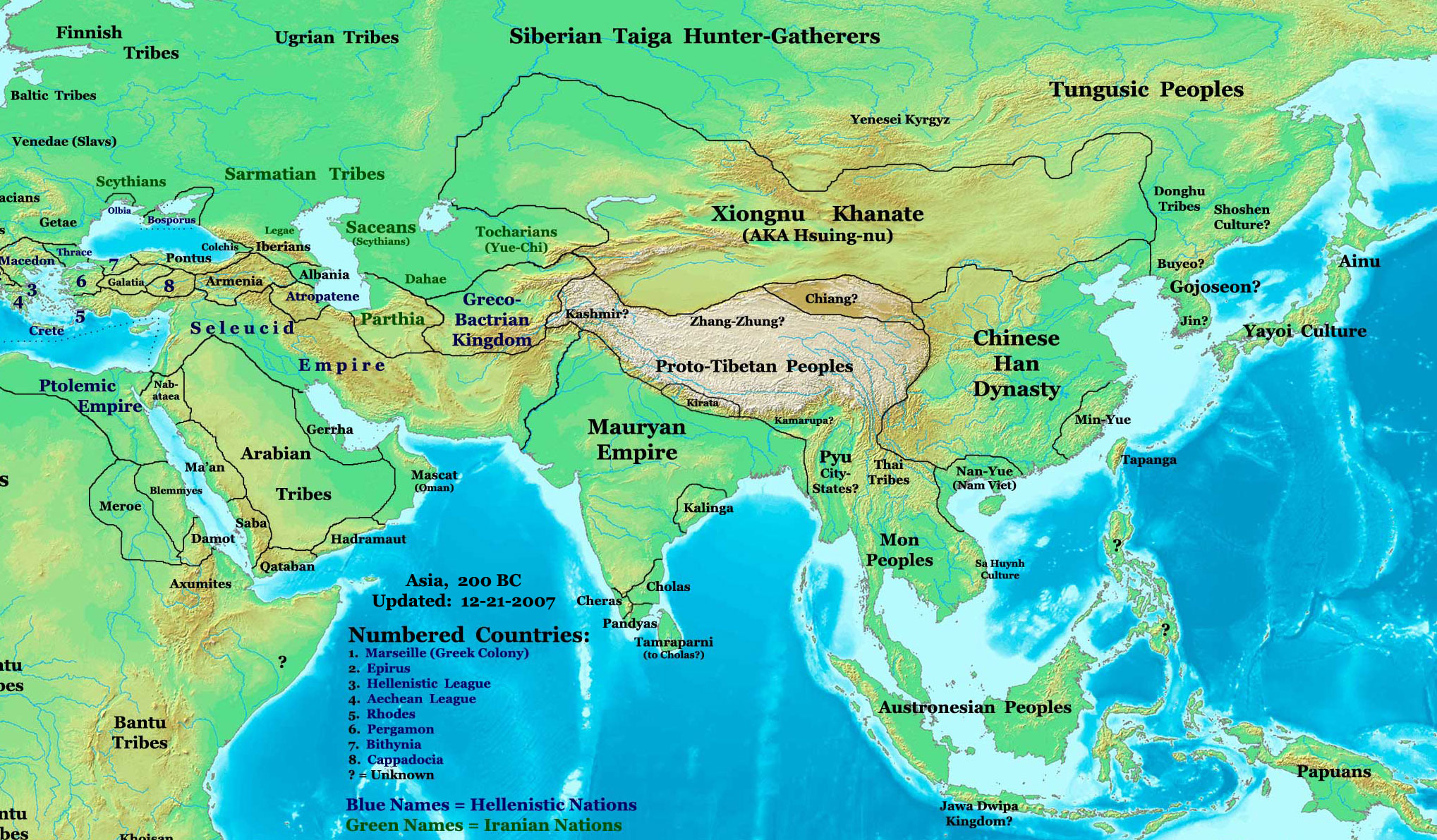
Regatul Breco-Bactrian în jurul anului 200 î.Hr.

Diodotus, satrap al Bactriei, secesionează de Imperiul Seleucid, autoproclmându-se regele Diodotus I al Bactriei. Anul independenței este incert, existând două date 255 î.Hr., în timpul domniei lui Antioh al II-lea sau 246 î.Hr., contemporan cu al treilea război sirian.
Diodotus I este urmat la tron de fiul său, Diodotus al II-lea, care este asasinat în 230 î.Hr. de un grec, Euthydemus, satrap de Sogdiana, întemeindu-și propia dinastie și atașând Sogdiana noului său regat. Noul rege este atacat de Imperiul Seleucid în 210 î.Hr., fiind înfrânt în prima bătălie de Antioh al III-lea, împăratul seleucid. Totuși sparge un asediu de trei ani asupra Bactrei, într-un final semnându-se o pace.

### Expansiunea
Foarte bogat și puternic urbanizat, noul regat adoptă o politică expansionistă. După  ce conducătorul Parției este învins de Antioh cel Mare, provinciile Traxiane și Tapuria sunt incluse în regatul batrian.
Lumea elenistică a intervenit în războiul civil dintre fosta dinastia indiană, Maurya, aliata a grecilor, și dinastia indiană Sunga. În 180 î.Hr., regele bactrian, Apollodotus I invadează India, ocupând nordul acesteia, întemeind Regatul Indo-Grec care va rezista până în anul 10 d.Hr., fiind o perioadă de înflorire a budismului.

### Declinul
În acest timp, Eucratides răstoarnă vechea dinastie, impunându-se ca rege în Bactria și Sogdiana. Ramura indiană a dinastiei grecești ripostează, o armată de 60.000 de oșteni trimisă să-l înlăture pe uzurpator este înfrântă. Eucratides încearcă să cucerească Regatul Indo-Grec a lui Menandru I, dar este învins și ucis în timpul campaniei sale. Astfel se desărvârșește formarea Regatului Indo-Grec, sub conducerea urmașilor lui Euthydemus și a Regatului Greco-Bactrian condus de dinastia lui Eucratides. Regele Parției, Mithridates I, înfrânge Bactria, recuperând Tapuria și Traxiane.
Triburile Yuezhi înfrânte și împinse de nomazii Xiongnu, au invadat și ocupat teritoriul (aparținând Parției și Bactriei) aflat la nord de Oxus. Sciții sunt alungați la sud de Oxus unde jefuiesc muribundul regat bactrian, ajungând într-un final în nordul Indiei, unde vor fi cunoscuți ca indo-sciți.
Distrugerea regatului Greco-Bactrian este atribuită tot triburilor Yuezhi unde vor staționa un secol, pentru ca mai târziu să formeze Imperiul Kushan pe teritoriul Indiei.

## Cultura

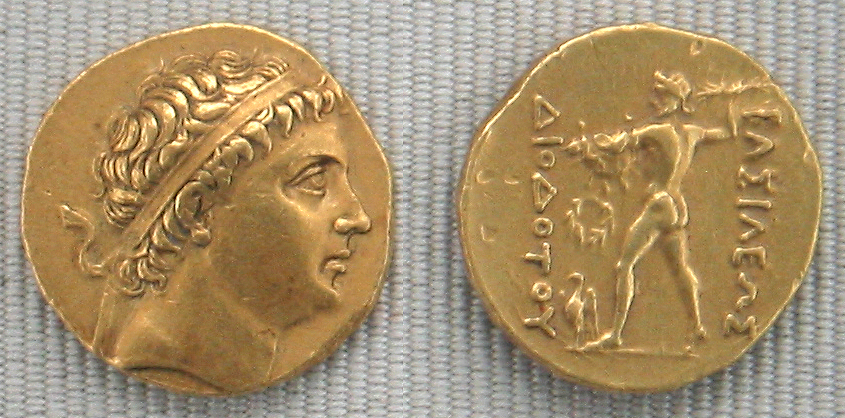
Monedă de aur cu efigia lui Diodotus I. Inscripția în greacă ΒΑΣΙΛΕΩΣ ΔΙΟΔΟΤΟΥ – Regele Diodotus

Regatul Greco-Bactrian este recunoscut pentru nivelul înalt de cultură elenistică. Orașele precum, Ai-Khanoum și Bactra (în prezent, Balch), dovedesc o sofisticată cultură elenă urbană prin prezența unui teatru și a unor case grecești, găsindu-se și o columnă de tip corintic. De asemenea s-a găsit o inscripție în Ai-Khanoum care prezintă niște precepte grecești:
„Ca copiii, să învețe bunele maniere. Ca tineri, să învețe să-și controleze pasiunile. La vârsta de mijloc, să fie tari. În vârstă, să dea sfaturi bune. Apoi pot muri, fără regret.”
Monezile greco-bactriene și indo-grecești sunt considerate exemple a artei numismatice elene, dar acestea sunt create dintr-un aliaj de cupru (75%) și nichel (25%), aliaj cunoscut doar în China. În prăvăliile bactriene, ne relatează exploratorul și amabasadorul chinez, Zhang Qian, se găseau obiecte fabricate în China, cea ce ne indică un comerț intens între cele două țări vecine, fiindcă au fost găsite și statuete grecești reprezentând hopliți la nord de Tian-Șan. De asemenea au influențat cultura chineză, obiectele fiind inscripționate cu rozete și linii geometrice, caracteristice culturii elene.
Lumea elenistică și Imperiul Maurya au exercitat o influență culturală puternică una asupra alteia. Legăturile de prietenie erau strânse, spre exemplu, la curtea fiecărui împărat indian se găsea un ambasador grec. Împăratul Așoka, nepotul lui Chandragupta, trecând la budism după atrocitățile ce le-a văzut în timpul campaniei de cucerire a regatului Kalinga, a trimis emisari budiști în toată lumea elenistică, iar edictele sale religioase erau scrise în piatră și în limba greacă. Astfel mulți greci bactrieni au trecut la budism, dar și în timpul ocupației elene a nordului Indiei, a fost o perioadă culturală sincretică (greco-budismul).